# Miss Espírito Santo 2013

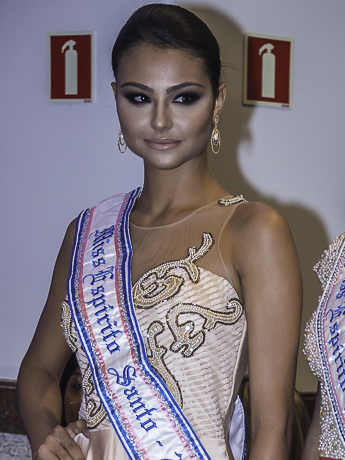
Vencedora: Anne Volponi

Miss Espírito Santo 2013 foi a 56ª edição do concurso que escolheu a melhor candidata capixaba para representar seu estado e sua cultura no Miss Brasil. O evento contou com a presença de doze candidatas de diversos municípios do estado. A noite final da competição foi televisionada pelo site oficial do Miss Brasil, para todo o Brasil. Fernanda do Espírito Santo, Miss Espírito Santo 2012 e semifinalista do Miss Brasil do mesmo ano, coroou sua sucessora ao título no final do evento. O mesmo ocorreu no município de Serra, interior do estado, dentro do Shopping Mestre Álvaro.

## Resultados

### Colocações
A organização do evento anunciou, na tarde do dia 26 de junho, que o evento que seria realizado na data previamente marcada, no Shopping Mestre Álvaro, em Serra, foi adiada por causa de manifestação, marcada para às 17h, nas imediações do estabelecimento. Por causa do movimento, a direção do shopping decidiu fechar as portas às 15h. O evento foi realizado em 14 de Agosto do mesmo ano.

| Posição   | Município e Candidata      |
| --------- | -------------------------- |
| Vencedora | - Viana - Anne Volponi     |
| 2º. Lugar | - Irupi - Pâmella Sobreira |
| 3º. Lugar | - Serra - Jamili Zatta     |

### Premiações Especiais
- Houve somente duas premiações distribuídas pela organização este ano:

| Prêmio        | Candidata                  |
| ------------- | -------------------------- |
| Miss Online   | - Irupi - Pamella Sobreira |
| Miss Simpatia | - Vitória - Cris Waceliski |

## Jurados

### Final
Ajudaram e eleger a vencedora:
1. Larissa Altoé, jornalista;
2. Donatela Cozer, jornalista;
3. Regina Pagani, empresária;
4. Edilon Santos Silva, empresário;
5. Drª Patrícia Frisso, dermatologista;
6. Louise Balmain, empresária visagista;
7. Renata Rasseli, colunista social;
8. Oswaldo Moscón, joalheiro;
9. Lourisse Martineli, estilista;

## Candidatas
As candidatas deste ano:
| - Aracruz - Bárbara Leles - Domingos Martins - Mariana Simón - Irupi - Pamella Sobreira - Jaguaré - Dilzieli Thomas | - Santa Tereza - Andréia Rocón - São Mateus - Lorena Esteves - Serra - Jamili Zatta - Serra - Amanda Gobbi | - Venda Nova do Imigrante - Jéssica Dantas - Viana - Anne Volpini - Vila Velha - Larissa Dienstmann - Vitória - Cris Waceliski |